# Vorarlberger Bergkäse

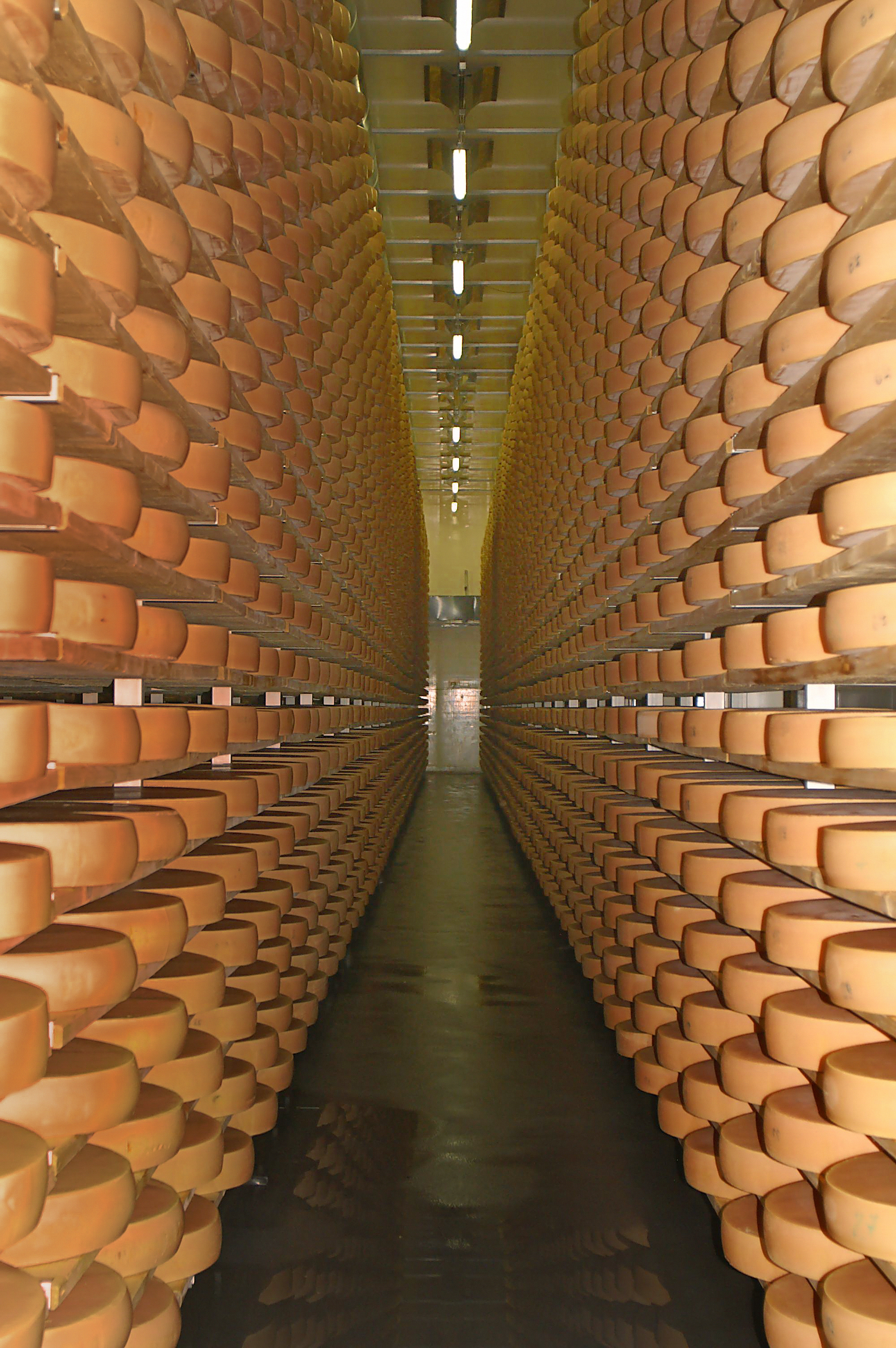
Bregenzerwälder Käsekeller in Lingenau

Vorarlberger Bergkäse ist eine durch europäische Ursprungsbezeichnung geschützte, regionale Käsespezialität aus dem österreichischen Bundesland Vorarlberg. Er ist verwandt mit Greyerzer.

## Herstellung
Vorarlberger Bergkäse wird gemäß den Spezifikationen, die zur Unterschutzstellung des Begriffs definiert wurden, ausschließlich aus naturbelassener Rohmilch und nur in Sennereien des Bregenzerwaldes, im Großen und Kleinen Walsertal, im Leiblachtal sowie den Gemeinden des Pfänderstocks und im Rheintal gekäst. Die Herstellung darf nur mittels einer manuellen Produktion unter Verwendung traditioneller Methoden erfolgen. Für die verwendete Rohmilch gelten strenge Qualitätsvorschriften: Nur Betriebe mit überwiegender Grünlandhaltung ohne Silageproduktion oder -fütterung dürfen Milch für den Vorarlberger Bergkäse zur Verfügung stellen (silagefreie Milch). Diese muss außerdem mindestens einmal täglich an die Käserei geliefert und dort unverzüglich verarbeitet werden.
Die unbehandelte Milch wird teilweise entrahmt und mit Naturlab sowie einer typischen Milchsäure- und Molkekultur dickgelegt. Der Käsebruch wird erhitzt und gepresst. Anschließend werden die Laibe für zwei bis drei Tage in einem Salzbad behandelt. Die Reifezeit beträgt drei bis sechs Monate bei hoher Luftfeuchtigkeit. Während dieser Zeit werden die Laibe mit Salzwasser behandelt.

## Eigenschaften
Vorarlberger Bergkäse hat eine bräunliche trockene und essbare Rinde. Der Teig ist geschmeidig, schnittfest bis hart, bei lang gereiften Sorten auch bröckelig. Die Reifezeit beträgt drei bis zu 24 Monate. Er verfügt über wenige etwa erbsengroße Löcher. Sein Geschmack ist kräftig würzig.